# Eldflugor
Eldflugor kallas vissa skalbaggar med tydlig lysförmåga som flyger omkring på nätterna. De är vanligast i tropikerna men finns också i svalare klimat. De tillhör antingen familjen knäppare, Elateridae, eller familjen mjukbaggar, Cantharidae. 
Till de skalbaggar i familjen knäppare som sänder ut ljus hör släktet Pyrophorus. Släktets arter förekommer främst i Sydamerika och i Västindien. De flesta av dessa sänder ut ljus från en gulaktig fläck som är som en blåsa och ligger strax framför bakhörnen på halsskölden. Det är bara några få arter av alla knäppare som sänder ut ljus. 
Andra eldflugor hör till mjukbaggarna och är besläktade med lysmaskar. De utstrålar sitt ljus från undersidan av några av de sista bakkroppslederna. Arter av mjukbaggar som är självlysande finns i de flesta tropiska och subtropiska länder, men också i en del tempererade länder. Även Sydeuropa har eldflugor, av släktet Luciola. I Sverige finns ett femtiotal skalbaggar som tillhör familjen mjukbaggar, många av dessa är vanliga. Ingen av de svenska mjukbaggarna kan sända ut ljus. 
 Genom bioluminiscens kan arterna avge ljussken från fläckar på halskölden och från ryggen under täckvingarna. 

## Arter (urval)
- Pyrophorus ardens
- Pyrophorus arizonicus
- Pyrophorus atlanticus
- Pyrophorus indistinctus
- Pyrophorus noctilucus
- Pyrophorus pellucens
- Pyrophorus physoderus
- Pyrophorus radians
- Pyrophorus restinctus
- Pyrophorus texanus